# Hans Kuhnert
Pour les articles homonymes, voir Kuhnert.
Hans H. Kuhnert (né le 4 avril 1901 à Berlin, mort le 29 juillet 1974 dans la même ville) est un chef décorateur allemand.

## Biographie
Fils de l'intendant Hans Wilhelm Kuhnert, il suit un apprentissage dans le commerce et devient vendeur. Après une formation graphique, Kuhnert vient au théâtre comme décorateur.
Malgré un contact en 1930, il commence au cinéma quatre ans plus tard. Il s'installe à Munich et travaille sur les Heimatfilms du producteur Peter Ostermayr. À partir de 1940, il conçoit les décors des grandes sociétés de production du Troisième Reich : Universum Film AG, Tobis, Berlin-Film, Bavaria Film. Après la Seconde Guerre mondiale, il connaît un bannissement. Il fonde sa propre société, HKM-Film GmbH, et conçoit en 1952 les décors des productions américaines en Allemagne. Ses principaux employeurs au cours des dix prochaines années sont Artur Brauner et Kurt Ulrich.
Il prend sa retraite en 1963 après Mabuse attaque Scotland Yard.

## Filmographie
| - 1934 : Ferien vom ich - 1935 : Die Heilige und ihr Narr - 1935 : Der Klosterjäger - 1936 : Heißes Blut - 1936 : Schloß Vogelöd - 1936 : Der Jäger von Fall - 1937 : Das Schweigen im Walde - 1937 : Gewitter im Mai - 1938 : Frau Sixta - 1938 : Der Edelweißkönig - 1939 : Die kluge Schwiegermutter - 1939 : Das Ekel - 1939 : Waldrausch - 1940 : Beates Flitterwoche - 1940 : Les Rothschilds - 1940 : Das leichte Mädchen - 1940 : Die keusche Geliebte - 1942 : Die Sache mit Styx - 1942 : Geliebte Welt - 1942 : Tragique destin - 1943 : Tolle Nacht - 1943 : Leichtes Blut - 1943 : Um 9 Uhr kommt Harald - 1944 : Meine Herren Söhne - 1945 : Frühlingsmelodie - 1948 : Das verlorene Gesicht - 1950 : Glück aus Ohio - 1950 : Kronjuwelen - 1952 : Le Cirque en révolte (Man on a Tightrope) d'Elia Kazan - 1953 : Salto Mortale - 1953 : Les Gens de la nuit de Nunnally Johnson - 1953 : Rummelplatz der Liebe - 1954 : Ceux du voyage (Carnival Story), de Kurt Neumann | - 1954 : Unternehmen Edelweiß - 1954 : Dix à chaque doigt (An jedem Finger zehn) - 1954 : Le Fantôme du cirque (Phantom des großen Zeltes) - 1955 : Le Joyeux Vagabond - 1955 : Mein Leopold - 1955 : Amour, tango, mandoline - 1955 : Le Chemin du paradis - 1955 : Charleys Tante - 1956 : Schwarzwaldmelodie - 1956 : Was die Schwalbe sang - 1956 : Das Sonntagskind - 1956 : L'Espion de la dernière chance - 1956 : Facteur en jupons - 1956 : Otto le joli cœur (Der schräge Otto) - 1957 : Le Roi des voleurs (Banktresor 713) - 1957 : Vater sein dagegen sehr - 1957 : Le Renard de Paris - 1958 : Zwei Herzen im Mai - 1958 : Bien joué mesdames - 1958 : Schwarzwälder Kirsch - 1958 : Peter Voss, der Millionendieb - 1959 : Liebe, Luft und lauter Lügen - 1959 : Und noch frech dazu - 1960 : Heldinnen - 1960 : Le Dernier Témoin - 1960 : Willy, der Privatdetektiv - 1960 : Vendredi 13 heures - 1961 : Ne fais pas le singe ! - 1961 : Blond muß man sein auf Capri - 1962 : Son meilleur ami (Sein bester Freund) - 1962 : Kohlhiesels Töchter - 1963 : Mabuse attaque Scotland Yard de Paul May |

## Source de la traduction
- (de) Cet article est partiellement ou en totalité issu de l’article de Wikipédia en allemand intitulé « Hanns H. Kuhnert » (voir la liste des auteurs).